# Odio

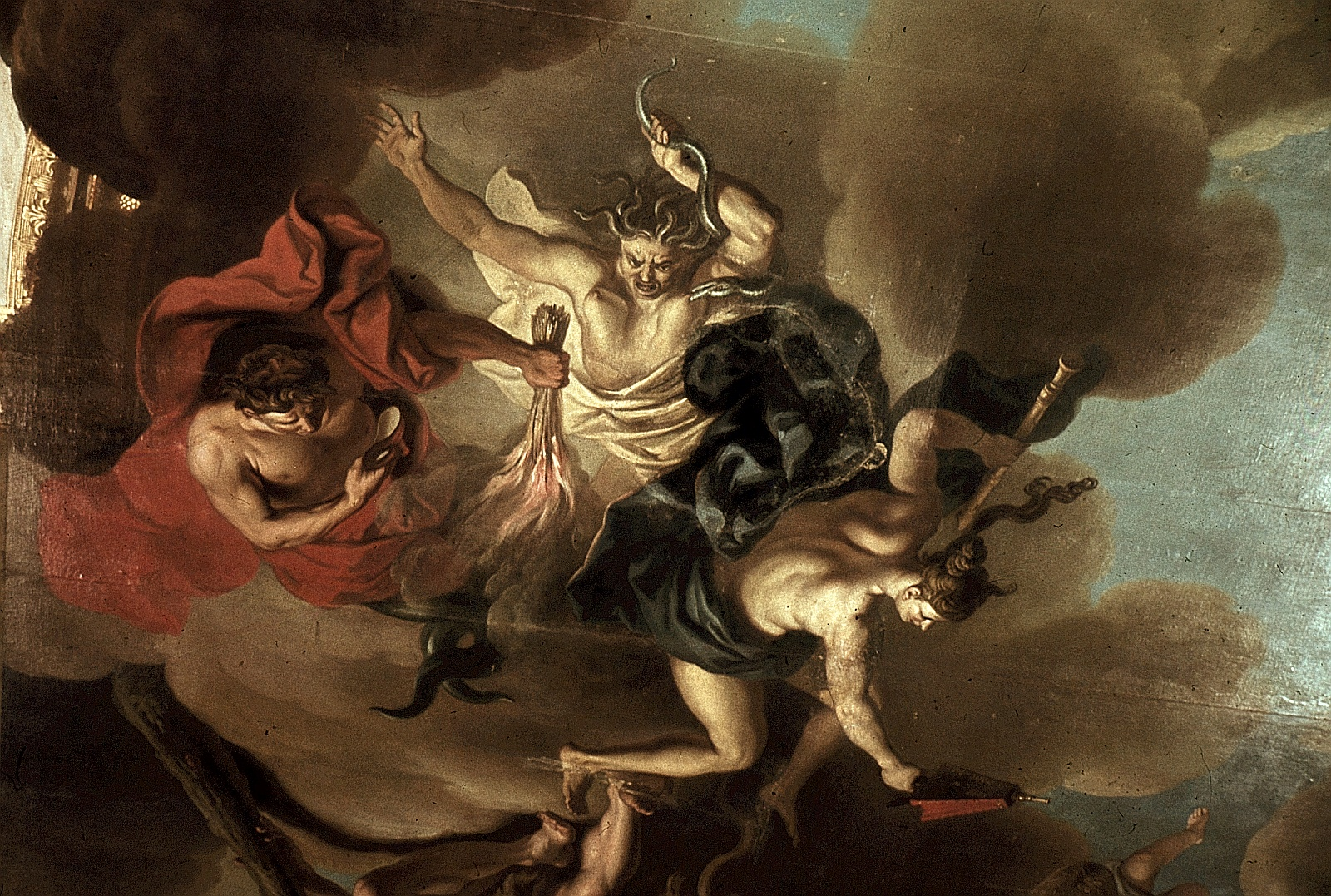
Representación artística del odio.

El odio es un sentimiento intenso respuesta emocional de repulsa hacia alguien o algo que provoca el deseo de rechazar o eliminar aquello que genera disgusto; es decir, sentimiento de profunda antipatía, disgusto, aversión, enemistad o repulsión hacia una persona, cosa, idea, o fenómeno Así como el deseo de evitar, limitar o destruir a su objetivo.
El odio se puede basar en el resentimiento a su objetivo, ya sea justificado o no, o más allá de las consecuencias negativas de relacionarse con él, esto por envidia, odio general o necesidad de atención, aunque se puede deber a traumas o desconfianzas.
El odio se describe con frecuencia como lo contrario del amor o el afecto.
El odio puede generar aversión, sentimientos de destrucción, destrucción del equilibrio armónico y ocasionalmente autodestrucción, aunque la mayoría de las personas puede odiar en algún momento a algo o alguien y no necesariamente experimentar estos efectos y no de forma inmediata, debido a sus actitudes, formas de hacer distintas cosas o sus propias opiniones. 
El odio no es justificable desde el punto de vista racional porque atenta contra la posibilidad de diálogo y construcción común. Es posible que las personas sientan cierta aversión sobre personas u organizaciones, incluso ciertas tendencias ideológicas, evitando la opinión propia como si la persona que odia a los demás fuera la única. 
El odio es una intensa sensación de desagrado. Se puede presentar en una amplia variedad de contextos, desde el odio de los objetos inanimados o animales, al odio de uno mismo u otras personas, grupos enteros de personas, la gente en general, la existencia, la sociedad, o todo. Aunque no siempre, el odio a menudo se asocia con sentimientos de enojo, ira, angustia o frustración.

## Emoción
Como emoción, el odio puede ser pasajero o duradero. Puede ser de baja intensidad -'Odio el brócoli'- o de alta intensidad: 'Odio al mundo entero'.
En algunos casos, el odio puede ser una respuesta aprendida por influencias externas, como por ejemplo por haber sido maltratado, engañado o manipulado. Por regla general, el odio es la respuesta psicológica profunda a sentirse atrapado o incapaz de comprender ciertos fenómenos sociológicos.
Robert Sternberg vio tres elementos principales en el odio: 
1. una negación de la intimidad, creando distancia cuando la cercanía se había vuelto amenazadora;
2. una infusión de pasión, como el miedo o la ira;
3. una decisión de devaluar un objeto previamente valorado.[4]

La importante función de autoprotección que se encuentra en el odio, puede ilustrarse con el análisis de Steinberg del odio "amotinado", por el que se repudia una relación de dependencia en una búsqueda de autonomía.

## Puntos de vista filosóficos
Algunos filósofos han ofrecido muchas definiciones influyentes del odio. René Descartes ha visto el odio como la conciencia de que algo está mal, combinada con un deseo de retirarse de él. Baruch Spinoza, definió el odio como un tipo de dolor que se debe a una causa externa. Aristóteles ve el odio como un deseo de la aniquilación de un objeto que es incurable por el tiempo. Por último, David Hume cree que el odio es un sentimiento irreductible que no es definible en absoluto. Consideraban al odio como lo opuesto al amor o amistad.

## Puntos de vista psicoanalítico
En el psicoanálisis, Sigmund Freud define el odio como un estado del yo que desea destruir la fuente de su infelicidad. La psicología define el odio como un sentimiento "profundo y duradero, intensa expresión de animosidad, ira y hostilidad hacia una persona, grupo u objeto". Debido a que el odio se cree que es de larga duración, muchos psicólogos consideran que es más una actitud o disposición que un estado emocional temporal.
La psicoanalista Marie-Claude Defores considera el odio como una fuerza deliberadamente desestructurante y deshumanizadora, la principal arma de la perversión  
“Es importante distinguir la agresividad, que es una pulsión de vida, del odio, que es una fuerza de despersonalización... El odio puede tomar el formas más socializadas; rechaza lo nuevo, se vuelve hacia el pasado, produce repetición y despersonaliza. »
En la misma dirección afirma Heitor de Macedo:
“El odio no atrapa la verdad, la encierra en un pensamiento inmóvil donde nada puede transformarse, donde todo es para siempre inmutable: el que odia navega en un universo de certezas. »
Para el psicoanalista Pierre Delaunay, “quien odia niega toda existencia al objeto de su odio; hasta el punto de reprimirlo si se manifiesta en lo más mínimo. […] Petrifica al otro para que apenas exista y, por si fuera poco, lo mata. No quiere tener nada que ver con la existencia del otro”.
Saverio Tomasella confirma todos estos hallazgos clínicos. Vincula el odio con la fantasía, particularmente con las fantasías sociales de “normalidad”. El odio es un poderoso motor del “éxito social” y de la toma de poder, que actúa tanto en las empresas como en las instituciones religiosas y los partidos políticos. “Una de las principales palancas del odio es la condena sin apelación, como una asignación de identidad. La acusación que anula la otra implica: sé quién eres; Yo digo que no vales nada, no vales nada. » El discurso de odio mata; no es una palabra sino un acto destructivo.
Un pretexto frecuente para el odio es acusar al oponente de estar motivado por él mismo. Como acusación, es en este sentido una herramienta de manipulación masiva. George Orwell pone un ejemplo de ello con el personaje de Goldstein en 1984, que el régimen utiliza para desviar el descontento de su población hacia un objeto distinto de sí mismo.

## Distinción según Fromm
En su teoría de los instintos, Sigmund Freud asignó el odio (como una “relación agresiva y destructiva con el objeto”) a los “instintos de autoconservación” y más tarde al “instinto de vida”. Las personas, los grupos, las poblaciones, las condiciones sociales, las relaciones sociales y los vínculos religiosos y morales sirven como objetos pulsionales.  El profundo psicólogo neofreudiano Erich Fromm distingue entre dos tipos de odio:
Odio reactivo
Siempre es el resultado de una lesión profunda o de una situación dolorosa que no puedes afrontar porque no puedes cambiarla por ti mismo.
“Por odio reactivo me refiero a una reacción de odio que se produce como consecuencia de un ataque a mi vida , a mi seguridad , a mis ideales o a otra persona que amo o con quien me identifico. El odio reactivo siempre requiere que alguien tenga una actitud positiva hacia la vida, las demás personas y los ideales. Cualquiera que afirme firmemente la vida reaccionará en consecuencia si su vida se ve amenazada.” 
Odio basado en personajes
Aunque se desencadena de la misma manera que el odio reactivo, requiere una estructura de personalidad fundamentalmente diferente de la persona que lo odia; en este caso, el odio es un rasgo de carácter , una reacción de odio es simplemente una expresión del odio inherente. La principal diferencia con el “odio reactivo” es la disposición general a odiar, una hostilidad reconocible que encuentra su salida en estallidos de odio. “Pero el odio se convirtió entonces en un rasgo del carácter de la persona en cuestión, de modo que ahora es hostil. ...En el caso del odio reactivo, es la situación la que crea el odio; Sin embargo, en el caso del odio relacionado con el carácter, la situación actualiza la hostilidad no activada. ... Una persona así muestra cuando odia un tipo especial de satisfacción y diversión , algo que falta en el odio reactivo."  Fromm describe la activación del odio relacionado con el carácter en la población como uno de los medios más importantes para preparar por una guerra de agresión .

## Investigación neurológica
Los correlatos neuronales de odio han sido investigados con un Procedimiento fMRI; procedimiento que mide los cambios en el flujo sanguíneo que ocurren con la actividad cerebral. En este experimento, los participantes tenían sus cerebros escaneados mientras veían fotos de personas que odiaban. Los resultados mostraron una mayor actividad en el medial circunvolución frontal, putamen derecho, de forma bilateral en la corteza premotora, en el lóbulo frontal, y de forma bilateral en la ínsula media del cerebro humano. Los investigadores concluyeron que existe un patrón claro de actividad cerebral que ocurre cuando las personas están experimentando el odio.
Además, aunque el sentimiento de odio tiene su propio patrón de actividad cerebral, comparte dos áreas cerebrales con el sentimiento de amor romántico; el putamen y la ínsula.

## Cuestiones jurídicas
Un crimen de odio (también conocido como un "crimen motivado por prejuicios") generalmente se refiere a actos criminales, que se considera que han sido motivados por el odio de uno o más de las condiciones mencionadas. Los incidentes pueden incluir ataques físicos, la destrucción de la propiedad, intimidación, acoso, abuso verbal o insultos o pintadas o cartas ofensivas .
Quienes cometen delitos de odio atacan a las víctimas por su pertenencia percibida a un determinado grupo social, normalmente definido por raza, género, religión, orientación sexual, trastorno mental, discapacidad, clase, etnia, nacionalidad, edad, identidad de género, o afiliación política.  
Discurso de odio es el discurso percibido para menospreciar a una persona o grupo de personas en función de su grupo social o étnico, como raza, sexo, edad, etnia, nacionalidad, religión, orientación sexual, identidad de género, trastorno mental, discapacidad, capacidad lingüística, ideología, clase social, ocupación, apariencia (altura, peso, color de piel, etc. ), la capacidad mental y cualquier otra distinción que pueda considerarse una carga. El término abarca tanto la comunicación escrita como la oral y algunas formas de comportamiento en un entorno público. También se denomina a veces antilocución y es el primer punto de la escala de Allport que mide el prejuicio en una sociedad. En muchos países, el uso deliberado del discurso del odio es un delito penal prohibido por la legislación de incitación al odio. A menudo se alega que la penalización de la incitación al odio se utiliza a veces para desalentar el debate legítimo sobre aspectos negativos del comportamiento voluntario (como la persuasión política, la adhesión religiosa y la filosófica). También se cuestiona si la incitación al odio está o no amparada por la libertad de expresión en algunos países.
Ambas clasificaciones han suscitado debate, con argumentos en contra como, entre otros, la dificultad para distinguir el motivo y la intención de los delitos, así como el debate filosófico sobre la validez de valorar el odio selectivo como un delito mayor que la misantropía general y el desprecio por la humanidad como un delito potencialmente igual en sí mismo.